# Saint-Germain-des-Prés, Tarn
 Saint-Germain-des-Prés là một xã thuộc tỉnh Tarn trong vùng Occitanie ở phía nam nước Pháp. Xã này nằm ở khu vực có độ cao trung bình 220 mét trên mực nước biển.